# Municipio de Orange (condado de Delaware)
El municipio de Orange (en inglés: Orange Township) es un municipio ubicado en el condado de Delaware en el estado estadounidense de Ohio. En el año 2010 tenía una población de 26269 habitantes y una densidad poblacional de 445,28 personas por km².

## Geografía
El municipio de Orange se encuentra ubicado en las coordenadas 40°10′44″N 82°59′48″O / 40.17889, -82.99667. Según la Oficina del Censo de los Estados Unidos, el municipio tiene una superficie total de 58.99 km², de la cual 54.53 km² corresponden a tierra firme y (7.57%) 4.47 km² es agua.

## Demografía
Según el censo de 2010, había 26269 personas residiendo en el municipio de Orange. La densidad de población era de 445,28 hab./km². De los 26269 habitantes, el municipio de Orange estaba compuesto por el 83.23% blancos, el 4.5% eran afroamericanos, el 0.13% eran amerindios, el 9.19% eran asiáticos, el 0.02% eran isleños del Pacífico, el 0.85% eran de otras razas y el 2.07% pertenecían a dos o más razas. Del total de la población el 2.74% eran hispanos o latinos de cualquier raza.